# Ян Ын Хе
Ян Ын Хе (кор. 양은혜; род. 25 июля 1987, Чеджу, Чеджудо, Республика Корея) — южнокорейская тяжелоатлетка, участница Олимпийских игр 2012 года в категории до 58 кг.

## Карьера
В 2010 году стала 10-й на чемпионате мира и приняла участие в Азиатских играх. В 2011 году заняла 16-е место на мировом первенстве. В 2012 году стала 5-й на чемпионате Азии. На Олимпийских играх 2012 года заняла 14-е место.